# Dicranomyia (Dicranomyia) livida
Dicranomyia (Dicranomyia) livida is een tweevleugelige uit de familie steltmuggen (Limoniidae). De soort komt voor in het Neotropisch gebied.